# Andrena flandersi
Andrena flandersi är en biart som beskrevs av Timberlake 1937. Andrena flandersi ingår i släktet sandbin, och familjen grävbin. Inga underarter finns listade i Catalogue of Life.